# Lazi (Čabar)
Lazi su naselje u Hrvatskoj u sastavu Grada Čabra. Nalaze se u Primorsko-goranskoj županiji. 

## Zemljopis
Zapadno su Ferbežari, sjeverozapadno su Crni Lazi, Srednja Draga, Makov Hrib, Prhutova Draga i Ravnice, sjeveroistočno su Gornji Žagari, sjeverno-sjeveroistočno su Vrhovci, jugoistočno je Okrivje, jugoistočno je Kraljev Vrh, južno-jugozapadno su Pršleti, jugozapadno su Sokoli i Selo, istočno-jugoistočno je Tršće.

## Stanovništvo
| broj stanovnika | 59    | 69    | 57    | 60    | 69    | 69    | 66    | 93    | 91    | 97    | 91    | 82    | 77    | 70    | 52    | 55    | 46    |
|                 | 1857. | 1869. | 1880. | 1890. | 1900. | 1910. | 1921. | 1931. | 1948. | 1953. | 1961. | 1971. | 1981. | 1991. | 2001. | 2011. | 2021. |